# Volta a Portugal Feminina
Die Volta a Portugal Feminina ist ein Straßenradrennen im Frauenradsport in Portugal.
Das Etappenrennen wurde 2021 ins Leben gerufen und war bis 2023 Teil des nationalen Kalenders in Portugal. Seit 2024 steht das Rennen im Rennkalender der UCI  und ist in die Kategorie 2.2 eingestuft. Die Strecke führt in mehreren Teilabschnitten durch verschiedene Regionen des Landes.

## Palmarès
| Jahr | Siegerin         | Zweite        | Dritte            |
| ---- | ---------------- | ------------- | ----------------- |
| 2021 | Raquel Queirós   | Sofia Gomes   | Iris Gomez        |
| 2022 | Nathalie Eklund  | Mireia Benito | Vera Vilaca       |
| 2023 | Valeria Valgonen | Miryam Nuñez  | Marina Garau Roca |
| 2024 | India Grangier   | Titia Ryo     | Daniela Campos    |
| 2025 |                  |               |                   |